# 垂井町立府中小学校
垂井町立府中小学校 （たるいちょうりつ　ふちゅうしょうがっこう） とは、岐阜県不破郡垂井町にある小学校。

## 通学区域
- 垂井町府中（字野庵の一部、字清水の一部、字葉生の一部を除く）
- 垂井町清水1 - 3丁目
- 垂井町市之尾
- 垂井町梅谷
- 垂井町敷原
- 垂井町大滝
- 垂井町新井[1]

## 沿革
- 1873年（明治6年） - 集学義校が開校。
- 1880年（明治13年） - 府中小学校に改称する。
- 1893年（明治26年）- 府中尋常小学校に改称する。
- 1897年（明治30年） - 府中尋常高等小学校に改称する。
- 1907年（明治40年） - 農業補習学校を付設する。
- 1941年（昭和16年） - 府中国民学校に改称する。
- 1947年（昭和22年） - 府中村立府中小学校に改称する。
- 1954年（昭和29年）9月10日 - 垂井町、表佐村、岩手村、府中村、宮代村が合併し、改めて垂井町が発足。同時に垂井町立府中小学校に改称する。
- 1966年（昭和41年） - 新校舎（鉄筋コンクリート造）完成。
- 1970年（昭和45年） - 校舎増築。
- 1980年（昭和55年） - 校舎増築。
- 1983年（昭和58年） - 校区の一部が新設の垂井町立東小学校へ分離する。